# Charles Madden, 1. Baronet

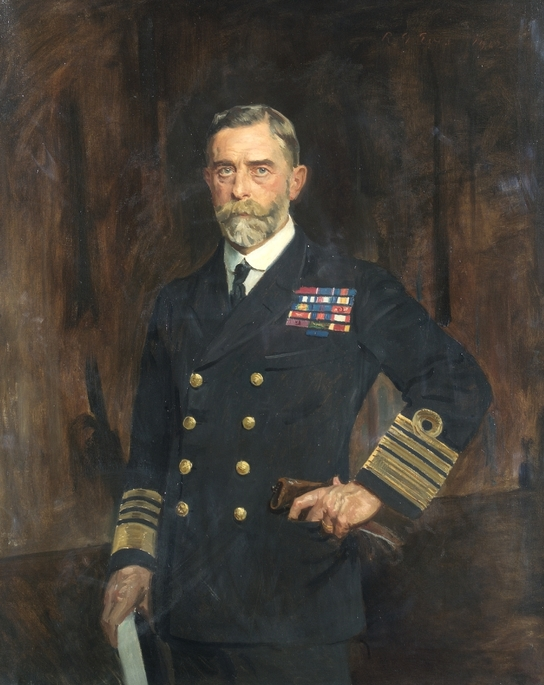
Admiral Sir Charles Madden, 1. Baronet (Gemälde von Reginald Eves, 1922)

Sir Charles Edward Madden, 1. Baronet, GCB, OM, GCVO, KCMG (* 5. September 1862 in Gillingham, Kent; † 5. Juni 1935 in London) war ein britischer Seeoffizier der Royal Navy, der zuletzt als Flottenadmiral (Admiral of the Fleet) zwischen 1927 und 1930 Erster Seelord (First Sea Lord) war.

## Leben

### Ausbildung, Verwendungen als Seeoffizier und Stabsoffizier
Charles Edward Madden war der Sohn von John William Madden, einem Captain des 4th (King’s Own) Regiment of Foot, und dessen Ehefrau Emily Busby. Am 15. Juli 1875 begann er eine Kadettenausbildung am Britannia Royal Naval College. Anschließend trat er in die Royal Navy ein, wurde am 27. Oktober 1881 zum Sub-Lieutenant befördert und nahm als solcher 1882 am Anglo-Ägyptischen Krieg teil. Nachdem er am 27. Juli 1884 zum Lieutenant befördert worden war, fand er verschiedene Verwendungen in der Royal Navy wie zum Beispiel auf dem Truppentransportschiff HMS Assistance, als Torpedooffizier auf der Fregatte HMS Raleigh sowie auf dem Einheitslinienschiff HMS Royal Sovereign.

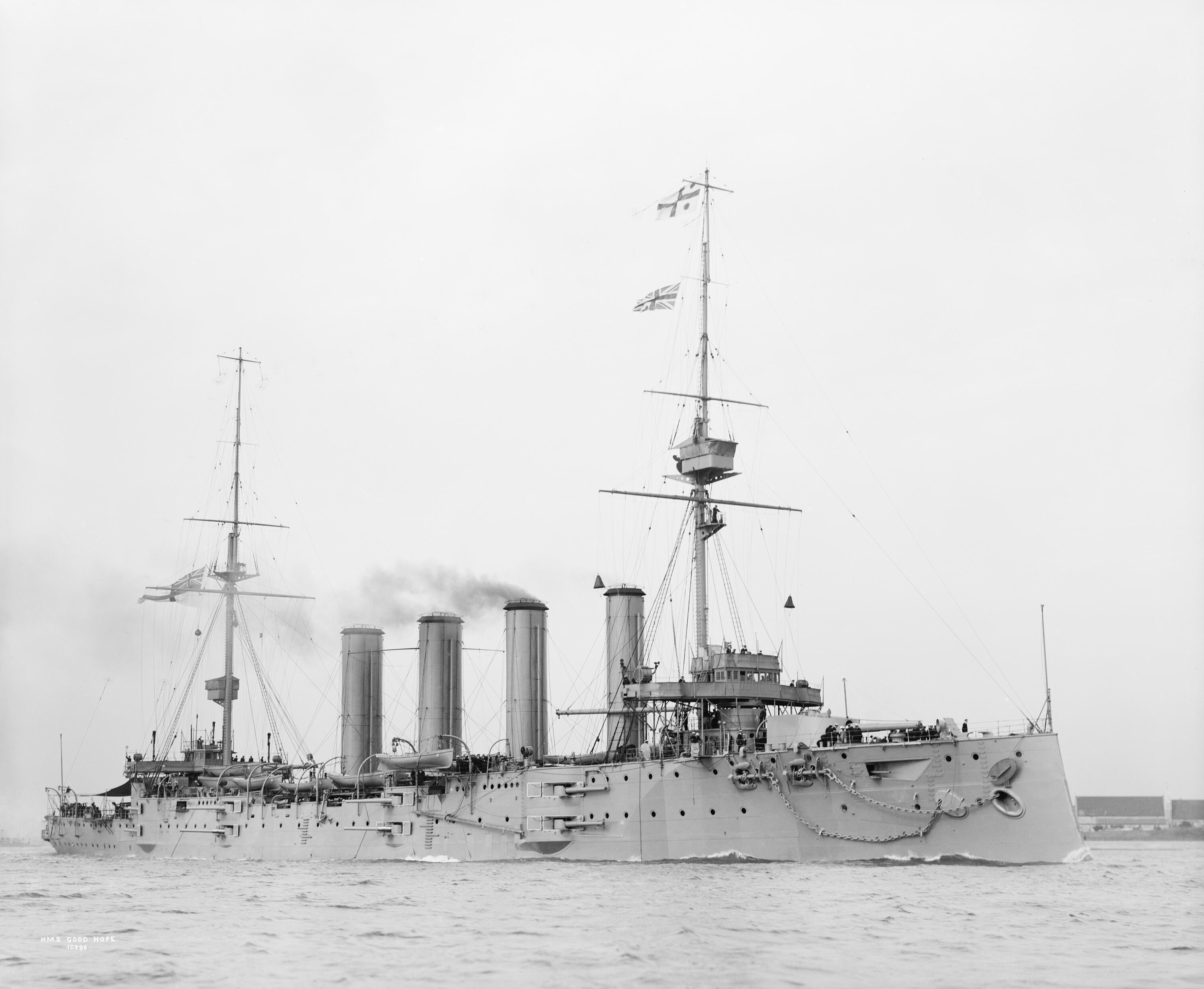
Als Captain war Madden zwischen 1902 und 1904 Kommandant des Panzerkreuzers HMS Good Hope.

Am 30. Juni 1896 wurde Madden zum Commander befördert und im Anschluss auf den Geschützten Kreuzer Terrible sowie daraufhin auf das Einheitslinienschiff Caesar versetzt. Nachdem er am 30. Juni 1901 seine Beförderung zum Captain erhalten hatte, versah er zunächst Dienst auf dem Einheitslinienschiff Renown und wurde im April 1902 Kommandant des nunmehr als Versorgungsschiff dienenden ehemaligen Panzerschiff Orion. Im Anschluss übernahm er im November 1902 den Posten als Kommandant (Commanding Officer) des Panzerkreuzers Good Hope und bekleidete diese Funktion bis November 1904. Als solcher wurde er am 11. August 1903 als Lieutenant des Royal Victorian Order ausgezeichnet. Im Dezember 1904 wechselte er kurzzeitig als Kommandant zum Einheitslinienschiff HMS Majestic und hatte dieses Kommando bis Januar 1905 inne.
Danach fungierte Captain Charles Madden von Dezember 1905 bis August 1907 als Marineassistent des Ersten Seelords (Naval Assistant to First Sea Lord), Admiral of the Fleet John Fisher, und blieb in dieser Verwendung bis August 1907. In dieser Verwendung wurde er am 3. August 1907 Commander des Royal Victorian Order (CVO). Im August 1907 übernahm er zudem den Posten als Kommandant des Schlachtschiffs Dreadnought, das er bis Dezember 1908 innehatte. Als solcher war er in Personalunion zwischen August 1907 und Dezember 1908 zudem Chef des Stabes der Heimatflotte (Home Fleet). Im Anschluss kehrte er im Dezember 1908 in die Admiralität zurück, wo er Captain Hugh Evan-Thomas als Marinesekretär (Naval Secretary) ablöste. Er bekleidete diese Funktion bis Januar 1910 und wurde daraufhin von Captain Ernest Troubridge abgelöst. Am 4. Januar 1904 wurde er Aide-de-camp von König Eduard VII. für die Marine und löste in dieser Funktion den zum Rear-Admiral beförderten David Beatty ab.

### Aufstieg zum Flaggoffizier und Erster Weltkrieg

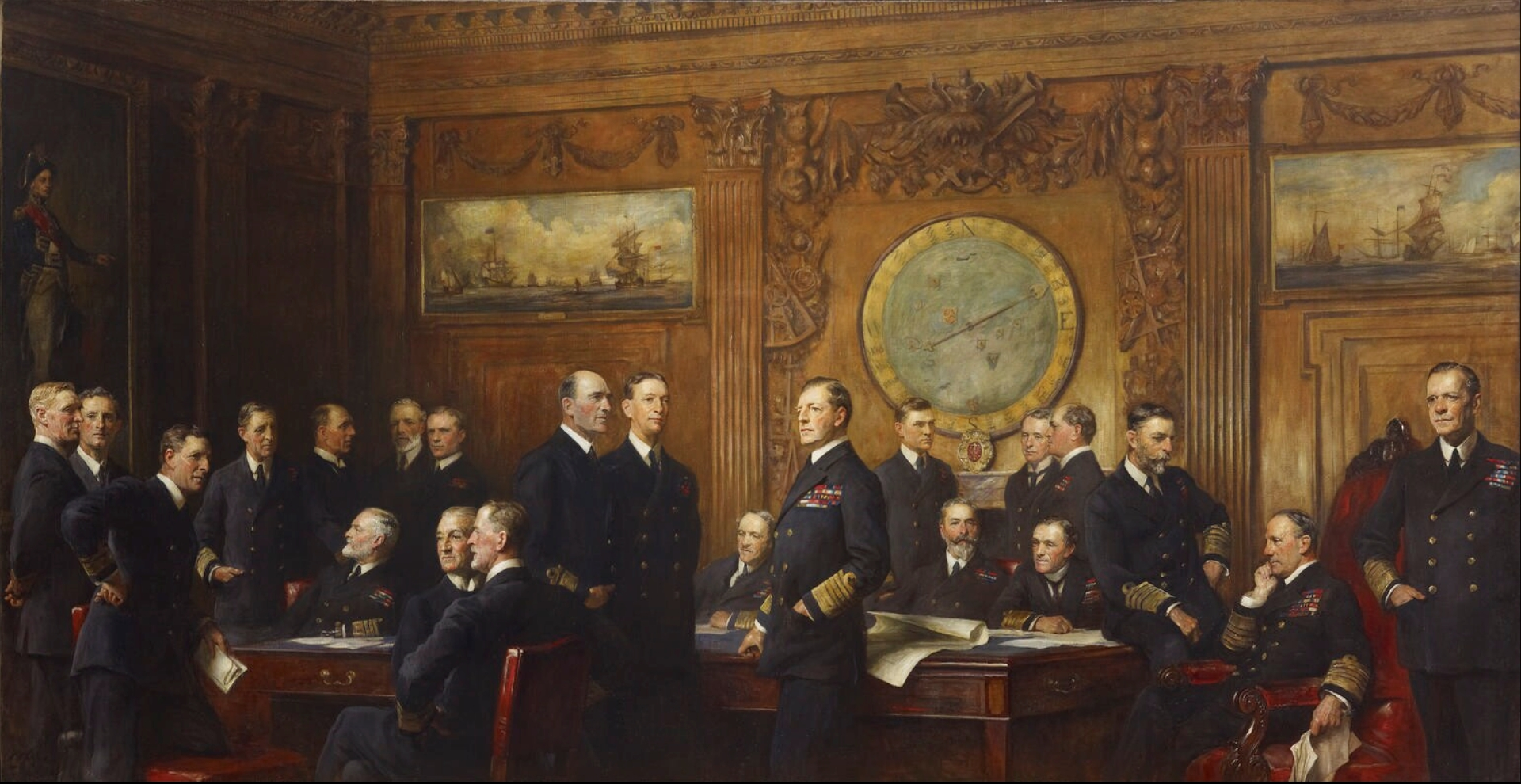
Charles Madden (3. von rechts) auf dem Gemälde Naval Officers of World War I von Arthur Stockdale Cope (1921)

Kurz darauf wurde Charles Madden im Januar 1910 Nachfolger von Rear-Admiral Alfred Winsloe als Vierter Seelord (Fourth Sea Lord) und war in dieser Verwendung bis zu seiner Ablösung durch William Pakenham im Dezember 1911 zuständig für Verpflegung, Nachschub, Transport und medizinische Versorgung der Royal Navy. Im Mai 1910 nahm er an den Beisetzungsfeierlichkeiten für König Eduard VII. teil. Am 12. April 1911 wurde Madden zum Rear-Admiral befördert. Nachdem er zwischen Januar und Dezember 1912 stellvertretender Kommandeur des 1. Schlachtgeschwaders (Second in Command, 1st Battle Squadron) war, übernahm er zwischen Dezember 1912 und Dezember 1913 den Posten als Kommandeur des 3. Kreuzergeschwaders (3rd Cruiser Squadron) sowie im Anschluss von Dezember 1913 bis Juli 1914 als Kommandeur des 2. Kreuzergeschwaders (2nd Cruiser Squadron).

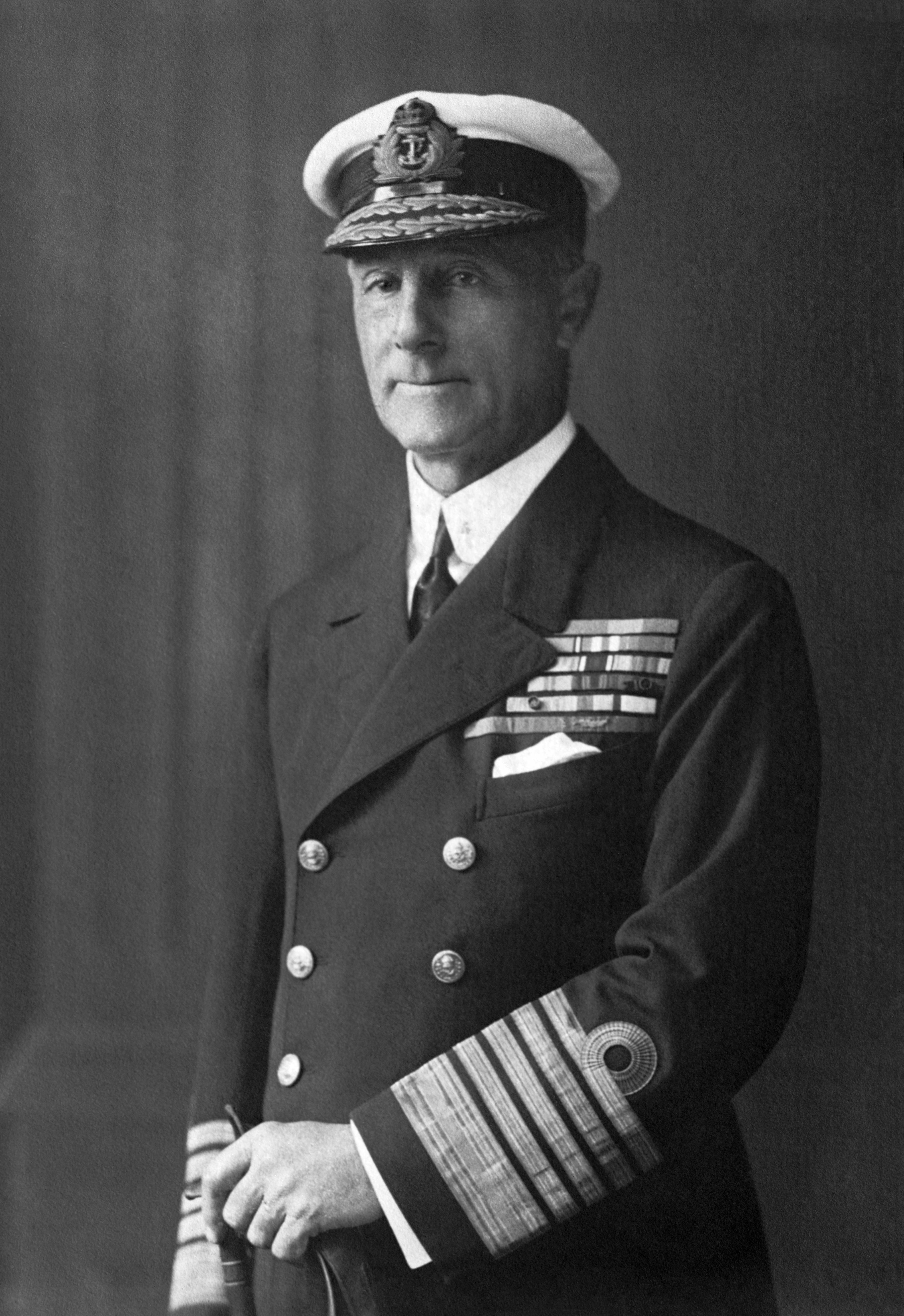
Während des Ersten Weltkrieges war Rear-Admiral Madden der engste Mitarbeiter des Oberkommandierenden der Großen Flotte, Admiral John Jellicoe, der zugleich sein angeheirateter Schwager war

Zu Beginn des Ersten Weltkrieges übernahm Rear-Admiral Madden im August 1914 den Posten als Chef des Stabes der Großen Flotte (Chief of Staff, Grand Fleet) und war in dieser Funktion bis zu seiner Ablösung durch Rear-Admiral Osmond Brock im Dezember 1916 der engste Mitarbeiter des Oberkommandierenden der Großen Flotte, Admiral John Jellicoe, dessen Ehefrau Florence Gwendoline Cayzer eine Schwester von Maddens Ehefrau Constance Winifred Cayzer war. Am 1. Januar 1916 wurde er zum Knight Commander des Order of the Bath (KCB) geschlagen und führte seither den Namenszusatz „Sir“. Er war als Chef des Stabes der Großen Flotte mitverantwortlich für die Planung und Organisation der Skagerrakschlacht, die größte Seeschlacht des Ersten Weltkrieges zwischen der deutschen Hochseeflotte und der Grand Fleet der Royal Navy vom 31. Mai 1916 bis zum 1. Juni 1916 in den Gewässern vor Jütland. Am 10. Juni 1916 wurde er daraufhin zum Vice-Admiral befördert sowie am 15. September 1916 auch zum Knight Commander des Order of St Michael and St George (KCMG) geschlagen. Im Dezember 1916 übernahm er schließlich von Admiral Cecil Burney den Posten des 1. Schlachtschiffgeschwaders (1st Battle Squadron), das er bis zu seiner Ablösung durch Vice-Admiral Sydney Fremantle im April 1919 innehatte.
Für seine Verdienste im Ersten Weltkrieg erhielt er zudem die Kommandeurswürde der Ehrenlegion, den Russischen Orden der Heiligen Anna, das Großkreuz des Orden der Aufgehenden Sonne, die Großoffizierswürde des Leopoldorden sowie das Croix de guerre.

### Nachkriegszeit, Aufstieg zum Admiral of the Fleet und Ersten Seelord
Charles Madden wurde am 1. Januar 1919 zum Knight Grand Cross des Order of the Bath (GCB) erhoben sowie am 12. Februar 1919 zum Admiral befördert, wobei diese auf den 28. November 1916 zurückdatiert wurde. Im April 1919 übernahm er den Posten als Oberkommandierender der wieder aufgestellten Atlantikflotte (Commander-in-Chief, Atlantic Fleet), den er bis zu seiner Ablösung durch Admiral John de Robeck im August 1922 innehatte. Am 7. Oktober 1919 wurde er zudem zum erblichen Baronet, of Kells in the County of Kilkenny, in die Baronetage of the United Kingdom erhoben. Am 23. Juli 1920 erhielt er des Weiteren auch zum Knight Grand Cross des Royal Victorian Order (GCVO) erhoben. Am 15. August 1922 löste er Admiral Stanley Colville als Erster und Leitender Marineadjutant (First and Principal Naval Aide-de-Camp) von König Georg V. ab und übte diese Position bis zu seiner Ablösung durch Admiral Somerset Gough-Calthorpe 1924 aus.
Am 31. Juli 1924 wurde Charles Edward Madden schließlich zum Admiral of the Fleet befördert. Nachdem er 1924 Vorsitzender eines Ausschusses für Verwendung und Ausbildung der Royal Marines sowie 1925 Mitglied eines Ausschusses unter Vorsitz von Frederic Thesiger, 1. Viscount Chelmsford für die Verwaltung der Royal Navy war, wurde er schließlich Juli 1927 Nachfolger von Admiral of the Fleet David Beatty, 1. Earl Beatty als Erster Seelord (First Sea Lord) sowie zugleich als Chef des Marinestabes (Chief of the Naval Staff). Er bekleidete diese Funktionen bis zu seiner Ablösung durch Admiral Frederick Field im Juli 1930. Für seine herausragenden militärischen Verdienste wurde er schließlich 1931 Mitglied des Order of Merit (OM). Ihm wurde ferner von der University of Oxford ein Ehrendoktor im Zivilrecht (Honorary D.C.L.) sowie ein Ehrendoktor der Rechte (Honorary LL.D.) verliehen.
Aus seiner Ehe am 28. Juni 1905 geschlossenen Ehe mit Constance Winifred Cayzer, Tochter des Unterhausabgeordneten Charles Cayzer, 1. Baronet gingen vier Töchter und zwei Söhne hervor, darunter der älteste Sohn Charles Edward Madden, der 1935 den Titel als 2. Baronet erbte und als Admiral der Royal Navy unter anderem zwischen 1957 und 1959 Kommandeur des Marinestützpunktes Malta (Flag Officer, Malta), von 1961 bis 1962 Oberkommandierender des Marinestützpunktes Plymouth (Commander-in-Chief, Plymouth) sowie zwischen 1963 und 1965 Oberkommandierender der Heimatflotte (Commander in Chief, Home Fleet) war.